# متلازمة ساندفير
متلازمة ساندفير هي اضطراب طبي مُسمّى في طب الأطفال، يتميز بأعراض في الجهاز الهضمي ويرتبط بخصائص عصبية. هناك ارتباط كبير بين هذه المتلازمة ومرض الارتجاع المعدي المريئي، تُقدر نسبة حدوثه بأقل من 1% لدى الأطفال الذين يعانون من الارتجاع.

## العلامات والأعراض
يبدأ المرض عادةً في مرحلة الرضاعة أو الطفولة المبكرة، وتكون ذروة انتشاره خلال الأشهر 18-36 شهرًا. في بعض الحالات النادرة التي يكون فيها الطفل مصابًا بإعاقة عقلية شديدة، يمتد ظهور المرض حتى سن المراهقة.
الأعراض الرئيسية للمتلازمة هي الصعر التشنجي وخلل التوتر العضلي. ولوحظ أيضًا إيماء ودوران الرأس وتمديد العنق والغرغرة  وحركات التوائية في الأطراف ونقص التوترالشديد.
الصعر التشنجي هو الحركات اللاإرادية للرقبة، وخلل التوتر العضلي هو اسم لحركات الالتواء واللف بسبب تقلصات العضلات اللاإرادية، غالبًا ما تسبب هذه الحركات تقوس ظهر الأطفال.
تشمل الأعراض الإضافية لمتلازمة ساندفير والارتجاع المعدي المريئي ما يلي:
- السعال
- مشاكل في النوم
- تهيج مستمر
- زيادة فقر الدم
- الاختناق
- دوخة قطع النَّفس
- بطء في التغذية
- الالتهاب الرئوي الراجع

قد تستمر التشنجات لمدة 1-3 دقائق ويمكن أن تحدث 10 مرات في اليوم، تظهر الأعراض في أغلب الأحيان عند تناول الطعام؛ مما يؤدي إلى امتناع الطفل عن التغذية. كما تم الإبلاغ عن بعض الأعراض المرتبطة، مثل الألم الشرسوفي والتقيؤ (الذي قد يحتوي دم) وحركات العين غير الطبيعية، وتشمل العلامات السريرية فقر الدم أيضًا.

## التشخيص
يتم تشخيص المتلازمة على أساس ارتباطها بالارتجاع المعدي المريئي واضطراب الحركية المميزة، ويكون الفحص العصبي عادةً طبيعياً. قد يُشخّص المرض بشكل خاطئ كتقلصات طفلية حميدة أو نوبات صرع، ولاسيما عندما لا تظهر أي علامات أو أعراض واضحة للارتداد المعدي المريئي. التشخيص المبكر أمر مهم جدًا لأن العلاج بسيط ويُعالج اضراب الحركة فوريًا.

## العلاج
قد يساعد العلاج الناجح للاضطراب الكامن المرتبط بالمرض، مثل الارتجاع المعدي المريئي أو الفتق الحجابي في توفير بعض الراحة.وقد يحتاج المريض إلى إجراء بعض التغييرات في العادات التغذية التي تشمل:
- عدم إتخام الطفل.
- إبقاء الطفل في وضع مستقيم لمدة نصف ساعة بعد الرضاعة.
- استخدام تركيبة البروتين المهدرج إذا كان تغذية الطفل تعتمد على الرضاعة الصناعية أو إلغاء جميع منتجات الألبان من النظام الغذائي للأم إذا كانت تغذية الطفل بالرضاعة الطبيعية  بسبب شك الأطباء في أن يكون لدى الطفل حساسية لبروتين الحليب.
- خلط ما يقارب ملعقة كبيرة تقريبًا من حبوب الأرز مع أوقيتين من حليب الرضاعة الصناعية للطفل.

إذا لم تنجح أي من هذه التغييرات، فقد يقترح طبيب طفلك دواء مثل:
- حاصرات مستقبل هستامين 2، مثل رانيتيدين (Zantac).
- مضادات الحموضة، مثل تامز.
- مثبطات مضخة البروتون، مثل لانسوبرازول (Prevacid).

تسبب هذه الأدوية آثاراً جانبية محتملة ولا تخفف دائمًا الأعراض.
في بعض الحالات النادرة، قد يحتاج الطفل إلى إجراء عملية جراحية تسمى عملية نيسين لرتق فوهة المعدة وهي عبارة عن لف الجزء العلوي من المعدة حول المريء السفلي، مما يشد المريء السفلي ويمنع حمض المعدة من الرجوع إلى المريء والتسبب بالألم.

## مسببات المرض
مازال الأطباء غير متأكدين من السبب الدقيق لمتلازمة ساندفير، فهو يرتبط غالبًا بمشكلة في المريء السفلي الذي يتصل بالمعدة  أو فتق الحجاب الحاجز، الذي يؤدي كل منهما إلى ارتجاع المريء.
يتسبب ارتجاع المريء بألم في الصدر وانزعاج في الحلق، وتشير الدراسات إلى أن الحركات المرتبطة بمتلازمة ساندفير ما هي إلا استجابة الطفل للألم أو وسيلة لتخفيف الانزعاج.[10]

## توقعات سير المرض (الإنذار)
نادرًا ما تكون متلازمة ساندفير مُهدِدة للحياة، ويكون الإنذار عادةً جيداً.

## تاريخ المرض
وصف عالم الأعصاب النمساوي مارسيل كينسبورن متلازمة ساندفير لأول مرة عام 1964 في مجلة ذا لانسيت. أطلق كينسبورن اسم المتلازمة على اسم معلمه، اختصاصي الأعصاب البريطاني بول ساندر، الذي اهتم  بالمرضى الموصوفين في تقارير حالة كينزبورن.